# Hørning Station
Hørning Station er en jernbanestation i satellitbyen Hørning sydvest for Aarhus.
Stationen ligger på Den østjyske længdebane. InterCity-tog standser ikke på stationen.
Coverbilledet fra tv-2-albummet "For dig ku' jeg gøre alting" er taget på denne station.